# 오오쿠 (만화)
오오쿠(일본어: 大奥)는 요시나가 후미가 창작한 만화이다. 하쿠센샤의 만화 잡지 《멜로디》에 2004년 8월호부터 2021년 12월호까지 연재되었다. 이를 원작으로 한 실사 영화와 텔레비전 드라마가 제작되었다.

## 줄거리
에도 시대 초기, 일본의 어느 시골에서 젊은 남자만 걸리는 적면포창(赤面疱瘡)이 창궐한다. 적면포창은 여자에게는 발병하지 않지만 남자가 걸리면 얼굴에 붉은 포창이 생기면서 순식간에 사망하게 하는 치명적인 병이었다. 이 병의 유행으로 일본에서 남성 인구는 이전의 4분의 1로 감소한다. 남성이 감소하자 자연스럽게 여성이 대를 잇고 쇼군가에서도 여성이 쇼군에 오르는 시대가 도래한다. 쇼군은 최고 권력자로서 원래는 쇼군의 정실과 측실이 살던 오오쿠에 외부에서 귀한 남성들을 모아 놓고 고를 수 있는 특권을 누린다.

## 등장 인물

### 요시무네 시대
미즈노 유노신(水野祐之進) / 신키치(進吉)
가난한 하급 무사(하타모토)의 아들로 집안에 보탬이 되기 위해 오오쿠에 들어간다. 검소함을 추구하는 요시무네에게 호감을 얻어 요시무네의 첫 잠자리 상대인 고나이쇼노가타로 선택되어 처형당할 위기에 처하나 요시무네의 도움으로 신키치라는 이름으로 오오쿠에 나와 오노부와 재회한다.
오노부(お信)
유노신을 짝사랑하는 약방의 외동딸. 그를 사랑하여 다른 남자와 혼사를 거부하여 꾀병을 부리나 신키치로 돌아온 유노신과 재회한다.
도쿠가와 요시무네(徳川吉宗) / 노부(信)
에도 막부의 8대 쇼군. 원복(元服) 이전의 이름은 노부. 어렸을 때 키슈 번주인 어머니 도쿠가와 미츠사다를 따라 쇼군 츠나요시를 알현하여 신임을 받았으며 번주에 취임한 언니들(도쿠가와 츠나노리, 도쿠가와 요리모토)의 신임을 받으나 언니들이 번주로 취임 된 지 얼마 안 되어 급사하자 어린 나이에 키슈 번주가 되었다. 선대 쇼군(도쿠가와 이에쓰구)이 어린 나이에 죽자 기민하게 대처하여 키슈 도쿠가와 가(고산케 중 한 가문)의 삼녀임에도 불구하고 쇼군에 오른다. 매우 검소하고 격식이 없는 성격으로 화려한 문화에 물든 막부와 오오쿠를 개혁한다.
카노 히사미치(加納久通) / 오미츠(おみつ)
과거의 이름은 오미츠. 요시무네의 충성스런 측근이며 키슈 번 시절 때 가신으로 있다가 요시무네가 쇼군에 취임 한 후 같이 왔다. 마나베 아키후사의 후임으로 쇼바요닌으로 취임하였으며 푸근한 인상과 달리 수완가이다.
오오오카 타다스케(大岡忠相)
정봉행(町奉行) 임무를 맡고있는 중년 여성이다.
마나베 아키후사(間部詮房)
이에노부와 이에쓰구 2대 쇼군을 모신 여성으로 소바요닌 임무를 맡았다.
후지나미(藤波)
오오쿠의 총 책임관이며 권력의 실세이다. 무예에 능한 미즈노를 신뢰를 하여 그를 오츄로로 승진시키나 사실은 마츠시마를 요시무네의 측실로 삼기 위한 꾸민 계략으로 미즈노로 하여금 요시무네의 고나이쇼노가타로 발탁하게 만드나 요시무네가 오오쿠를 개혁하여 마츠시마를 비롯한 종사자들을 집으로 돌려보내는 대신 그는 오오쿠에 남는다.
마츠시마(松島)
스기시타(杉下)
오오쿠 중 오산노마의 최고참이며 가난한 하급무사(고케닌) 집안 출신이라 결혼한 경력이 있지만 아이를 만들지 못한 몸이라 소박당하여 오오쿠에 왔다.
새로 들어온 미즈노에게 살갑게 대한 인물이며 미즈노가 오츄로에 승진한 후 그도 오히로자시키로 승진하여 미즈노를 모신다. 미즈노가 오오쿠에 나간 후 요시무네와 우연한 만남으로 오츄로로 승진한다.
소에시마(副島)
츠루오카(鶴岡)
오오쿠 내에 무예가 뛰어난 미남이며 미즈노에게 패하였다.
카키조에(垣添)
오오쿠의 의복을 담당하는 고후쿠노마이며 미즈노를 흠모하고 있다가 미즈노의 의복 담당을 맡는다.
카시와기(柏木)
오츄로 중 한 명. 겉으로는 미즈노에게 신뢰를 주지만 속을 알 수 없는 미남자.
사부로사(三郎左)
우노키치(卯之吉) / 오스마노카타(お須磨の方)
무라세(村瀬)
미즈노 요리노부(水野頼宣)
후쿠히메(福姫)
요시노부의 아버지
코미야마 카게유(小宮山加解由)

### 이에미츠 시대
도쿠가와 이에미츠(徳川家光)
에도 막부의 3대 쇼군. 남색가였기 때문에 유모인 카스가노 츠보네의 종용에도 후사에는 관심이 없다. 다만 카스가노 츠보네에 대한 호기로 길거리에서 한 여인을 범한다. 그 여인은 딸을 낳아 에도 성을 찾아오나 이에미츠는 그를 부정한다. 적면포창에 걸려 후사 없이 급사한다.
이에미츠
본명은 치에(千恵). 이에미츠의 유일한 딸이다. 아버지 이에미츠가 자신의 딸임을 부정하자 카스가노 츠보네가 마련해 준 저택에서 어머니, 유모와 함께 평화롭게 살았으나 이에미츠가 적명포창으로 급사하자 카스가노 츠보네에 의해 오오쿠로 들어온다. 남자만 있는 오오쿠에서 의심을 피하기 위해 남장을 하고 지낸다. 어느 날 처소를 나와 오오쿠를 돌아다니던 중 한 남자에게 범해져 그를 죽이지만 원치 않는 임신을 한다. 결국 아이는 죽고 이 일은 이에미츠에게 큰 상처로 남는다. 카스가노 츠보네가 죽은 후 쇼군 자신이 여자임을 선언한다.
카스가노츠보네(春日局)
이에미츠의 유모. 남색가인 이에미츠를 위해 여자들을 모아놓은 오오쿠를 만든 장본인이다. 이에미츠가 적면포창으로 급사하자 막부를 지키기 위해 쇼군의 유일한 혈육인 치에를 데려와 쇼군가의 후사를 이으려 한다. 이에미츠의 관심을 끌기 위해 오오쿠에 남자들을 모으지만 이에미츠 관심을 보이지 않자 주지 취임 인사를 하기 위해 에도에 온 마데노코지 아리고토를 강제로 환속시켜 쇼군의 측실로 삼는다.
마데노코지 아리고토(万里小路有功)
교토의 귀족인 마데노코지 가의 삼남으로 출가하여 케이코인의 주지가 된다. 상당한 미남자로 주지 취임 인사를 하기 위해 방문한 에도에서 카스가노 츠보네에 의해 강제로 환속한다. 아리고토를 처음 만난 이에미츠는 그에게 정을 주지 않으나 내면에 깊숙히 자리한 상처를 아리고토가 보듬어 주자 그에게 마음을 연다. 이에미츠로부터 오만(お万)이라는 이름을 받는다.
교쿠에이(玉栄)
아리고토의 시종. 자신에게 따뜻하게 대해 준 아리고토를 따르기 위해 출가하였으나 원래 수행에는 관심이 없었다. 에도에서 아리고토를 따라 환속한다. 어릴 때 한 승려에게서 쇼군의 아버지가 될 것이라는 예언을 듣는다. 아리고토와 이에미츠 사이에 후사가 없자 아리고토의 조언으로 쇼군의 측실이 되고 오타마(お玉)라는 이름을 받는다. 이에미츠와의 사이에서 후에 제5대 쇼군 도쿠가와 츠나요시가 되는 도쿠코가 태어난다. 이에미츠가 죽자 다시 출가하여 케이쇼인(桂昌院)이라는 법명을 얻는다.
스테조(捨蔵)
이에미츠의 측실. 오라쿠(お楽)로도 불린다. 이에미츠의 장녀인 이에츠나의 생부. 이에미츠와 아리고토 사이에서 아이가 생기지 않자 카스가노 츠보네가 얼굴이 아리고토와 닮았다는 이유로 에도의 한량이던 오라쿠를 측실로 들인다. 이에미츠가 임신하자 경박하게 행동하다가 마루에서 떨어져 불구가 된다. 방에 누워서 생활하다가 적면포창에 걸려 죽는다.
이나바 마사카츠(稲葉正勝)
카스가노 츠보네의 아들. 카스가가 유모로 임명되어 에도 성에 들어왔을 때 어머니라고 부르지 못함에도 에도 성에 함께 들어온다. 어머니에게 충실한 아들이자 쇼군에게 충직한 가신이다. 이에미츠가 거리에서 미래에 치에의 어머니가 되는 여인을 범했을 때에도 함께 있었으며 그 여인에게 자신의 검을 주어 치에가 이에미츠의 딸임을 증명하게 한다. 이에미츠의 사후에 카스가가 쇼군의 유일한 자손인 치에를 비밀리에 쇼군에 추대하자 카스가의 명으로 다이묘의 알현을 받는 등의 대외적인 행사에서 쇼군 역할을 수행한다.
미조구치 사쿄(溝口左京)
이에미츠의 측실. 오나츠(お夏)로도 불린다. 가스카노 츠보네의 천거로 오오쿠에 들어와 이에미츠 사이에서 딸을 낳는다.(후의 츠나시게) 같은 측실이었던 교쿠에이와 사이가 별로 좋지 못하였으며 이에미츠 사망 후 쥰쇼인으로 출가하였다. 그 후 그의 손녀인 도쿠가와 이에노부는 츠나요시의 뒤를 이어 6대 쇼군에 취임한다.

### 이에츠나 시대
도쿠가와 이에츠나(徳川家綱)
에도 막부의 4대 쇼군. 본명은 치요히메(千代姫). 이에미츠와 오라쿠 사이에 태어난 딸이다. 이에미츠 사후 쇼군에 오르지만 정사에는 관심이 없고, 노나 가타리모노(이야기체 노래)에 열중한다. 어머니의 측실이었던 오만노가타에게 마음이 있어 고백하지만 거절당하고 얼굴도 모르는 미다이도코로(아키후사) 와 혼례를 올린다.
오만
오오쿠 총책임관. 이에미츠가 직접 자신이 쇼군임을 선언하면서 함께 오오쿠의 총책임관으로 임명되었다. 이에미츠 사후에도 출가하지 않고 오오쿠의 살림을 관리하고 쇼군을 돌본다. 에도 대화재에서 이에츠나에게 고백을 받지만 이에미츠에 대한 마음이 남아 있어 거절한다. 화재가 어느 정도 수습이 된 후에 출가하여 오오쿠를 떠난다.

### 츠나요시 시대
도쿠가와 츠나요시(徳川綱吉)
에도 막부의 5대 쇼군. 본명은 토쿠코(徳子). 이에미츠와 케이쇼인 사이에 태어난 딸이다. 이에츠나의 이부동생(異父同生)으로 이에츠나가 일찍 사망하자 쇼군에 오른다. 굉장히 자유분방한 성격으로 노 등의 연회를 여는 것을 즐기며, 여러 남자와 관계를 갖는 것에도 꺼리낌이 없다. 가벼워 보이는 겉모습과 달리 냉혹한 면도 있으며, 학문에 대한 관심도 많다. 쇼군이 되기 전 영지에서 낳은 딸 마츠가 있었으나 마츠가 죽은 후에 아이를 갖지 못한다.
케이쇼인
이에미츠의 측실이자 츠나요시의 아버지. 딸인 츠나요시가 즉위하자 오오쿠로 돌아와 절대적인 권력을 누린다. 유독 딸 츠나요시에게만은 팔불출의 모습을 보인다. 마츠가 죽은 후 츠나요시가 후사를 얻지 못하자 자신의 업보라고 생각하여 츠나요시에게 살생 금지령을 내리게 한다.
야나기사와 요시야스(柳沢吉保)
츠나요시의 최측근. 이전의 이름은 오모토. 츠나요시가 쇼군에 오르기 전부터 츠나요시의 가신이었다. 츠나요시의 절대적인 신임을 받고 있으며 소바요닌으로서 막부의 정사를 대부분 처리한다. 츠나요시에게 절대적인 충성을 바치지만 다른 사람에게는 상당히 냉혹하며, 얼굴의 표정만으로는 어떤 의도를 가지고 있는지 알 수 없다.
오덴(お伝)
츠나요시의 측실이자 츠나요시의 딸 마츠의 생부. 본명은 코타니 덴베에(小谷伝兵衛)이며 잡역부 출신으로 케이쇼인의 총애를 한몸에 받지만 의지가 약하여 케이쇼인의 걱정을 산다. 마츠가 살아 있을 때 오오쿠의 실세였으나 마츠가 일찍 사망한 후 일개 측실로 전락하고 마츠에 대한 그리움이 많아 자신의 방에 신당을 차려 마츠의 명복을 비는 등 여생을 보내나 츠나요시 사후 불교에 귀의(법명은 즈이슌인[瑞春院])하여 여생을 마친다.
에몬노스케(右衛門佐)
츠나요시의 측실. 본명은 미나세 츠구히토(水無瀬継仁). 원래는 교토의 궁정 귀족이었으나 빈궁한 삶에 환멸을 느끼고 오오쿠로 들어온다. 원래는 츠나요시의 정실인 노부히로가 천한 신분인 케이쇼인과 오덴노가타가 권력을 가지고 있는 것에 경계하여 미다이 소속 오토시요리로 들어왔다. 케이쇼인의 도발에도 넘어가지 않는 정치력을 가지고 있으며, 후에 츠나요시의 신임을 얻어 오만노가타 이후 비어있던 오오쿠 총책임관에 오른다. 나이가 들어서 두통으로 호소하다가 츠나요시와 동침한 뒤 다음날 사망한다.
타카츠카사 노부히라(鷹司信平)
츠나요시의 정실이며 교토의 궁정 고관 귀족 출신이다. 츠나요시가 쇼군이 되기 전 영주 시절에 혼인하였으며 츠나요시가 쇼군이 된 후 그도 자연스레 미다이로 오오쿠에 들어오나 천한 신분인 케이쇼인과 후계자의 아버지인 오덴노가타가 권력을 휘두르는 것에 대해 못마땅히 여기어 같은 궁정귀족 출신 에몬노스케를 불러들여 케이쇼인과 오덴노가타에 대항하였다. 츠나요시가 홍역으로 사망한 지 한달 후에 같은 병으로 사망하였다.
마츠히메(松姫)
츠나요시와 덴베에의 딸. 태어난지 5년도 안되어 병사하였다.
아키모토 소지로(秋本惣次郎)
츠나요시의 정실인 노부히라의 오토시요리이며 안경을 쓰고 있으며 검술이 뛰어나다. 노부히라가 천거한 에몬노스케와도 친하게 지내며 그가 총책임관이 된 후에도 오츄로로 강등하였으나 그에게도 충성한다. 에몬노스케의 사후 총책임관 자리에 올라 오오쿠를 총괄하였으나 츠나요시 사후 이에노부의 측실 사쿄의 오토시요리인 에지마에게 넘기고 고향으로 돌아간다.
아키모토 키누에(秋本絹江)
소지로의 여동생.

### 이에노부 시대
도쿠가와 이에노부(徳川家宣)
츠나요시의 조카로 츠나요시가 유일한 후사 마츠히메(松姫)의 사후 후사를 생산하지 못하자 양자로 책봉된다. 츠나요시가 홍역으로 서거한 후 쇼군으로 취임하여 백성들의 원성을 샀던 살생 금지령을 폐지한다. 원래부터 몸이 허약하여 계속 아이를 사산하거나 유산하였으나 가신인 마나베 아키후사가 천거한 사쿄를 측실로 들여 사쿄와의 사이에서 이에츠구를 생산한다. 그러나 쇼군으로 즉위한 지 3년 만에 서거한다.
마나베 아키후사(間部詮房)
카츠타 사쿄(勝田左京)
이에노부의 측실. 원래는 에도 어느 절 주지의 아들로 주지인 어머니와의 사이에서 자식까지 두고 있다. 어머니와의 관계에서 여자에게 환멸을 느껴 그에게 호감을 보이는 여자들과 술내기를 할 뿐 성관계를 맺어 주진 않는다. 이런 행동이 여자들의 원망을 사 길거리에서 구타를 당하던 도중 이에노부의 명령을 받은 마나베에게 구출된 후 절을 떠나 이에노부의 거처에 머문다. 평소 사쿄의 외모와 행동을 유심히 관찰하던 마나베는 이에노부의 후사를 생산하기 위해 그를 이에노부에게 측실로 천거한다. 그 후 이에노부가 회임하여 딸을 낳는데 그 딸은 7대 쇼군(도쿠가와 이에쓰구/치요)이 되고 이에노부가 죽은 뒤 겟코인(月光院)이라는 법명으로 출가한다.
에지마(江島)
카츠타 사쿄의 오토시요리이며 험악한 인상을 가지고 있다. 이에노부가 쇼군 취임 전에는 오토시요리 신분이었으나 취임 후 아키모토의 후임으로 오오쿠 총 책임관 자리에 오른다.

### 이에츠구 시대
도쿠가와 이에츠구(徳川家継)
비슈 요시미치(尾州吉通)
오와리 도쿠가와 가(尾張徳川家) 당주이다. 츠구토모(継友)의 언니이다. 쇼군 이에노부 생전에 요시무네와 쇼군 자리를 놓고 경합상대였다.

### 이에시게 시대
도쿠가와 이에시게(徳川家重)
요시무네의 장녀. 언어장애를 앓고 있다.
타누마 오키츠구(田沼意次)
어릴적 이름은 타츠(龍). 이에시게를 어릴적부터 보필하여 이에시게가 쇼군이 된 이후엔 그의 측근으로 활약한다.
히라가 겐나이(平賀源内)
동성애자. 곤다유(権太夫)는 남성으로 위장할 때 쓰는 이름으로 본래 여자이다.
오코노가타(お幸の方)
혼인 전의 성명은 우메타니 모리유키(梅渓守幸). 타케히메(후의 이에하루)의 생부이다.
도쿠가와 이에하루(徳川家治)
원복 이전엔 타케히메(竹姫)로 불렸다.
도쿠가와 무네타케(徳川宗武)
요시무네의 차녀.
도쿠가와 무네타다(徳川宗尹)
요시무네의 삼녀.
마츠다이라 노리사토(松平乗邑)
노중.
오오오카 타다미츠(大岡忠光)
이에시게의 측근.

### 이에하루 시대
타누마 오키츠구
도쿠가와 무네타케
타야스 도쿠가와 가(田安徳川家) 초대 당주. 사다노부(定信)의 생모.
마츠다이라 사다노부(松平定信)
원복 전의 이름은 사토코(聡子). 무네타케의 딸이자 요시무네의 손녀. 사촌언니 하루사다(治済)의 계략으로 히사마츠 마츠다이라 가(久松松平家)의 당주 사다쿠니(定邦)의 데릴양녀로 입적되었다.
도쿠가와 하루사다(徳川治済)
히토츠바시 도쿠가와 가(一橋徳川家) 제2대 당주. 무네타다의 딸. 치밀한 계략가이다. 사다노부의 사촌언니.
타누마 오키토모(田沼意知)
오키츠구의 딸. 후에 에도 성내에서 암살당한다.
도쿠가와 이에모토(徳川家基)
이에하루의 딸. 치요히메(千代姫)로 불렸다. 향년 18세로 돌연 사망하였다.

### 이에나리 시대
도쿠가와 이에나리(徳川家斉)
2대 쇼군 히데타다(秀忠) 이래로 남자 쇼군으로 취임했다.

### 이에요시 시대
도쿠가와 이에요시(徳川家慶)

### 이에사다 시대
도쿠가와 이에사다(徳川家定)

### 막말 시대
도쿠가와 이에사다
타키가와
아베 마사히로(阿部正弘)

## 애니메이션
2023년 6월 29일에 넷플릭스에서 착신될 예정이다.